# Pepita Muñoz
Josefina Muñoz (Rosario,, 1899 ― Ciudadela, 1984), mieux connue sous le nom de Pepita Muñoz, était une actrice argentine. Au cours de sa longue carrière, elle apparut maintes fois tant au cinéma (où cependant elle n’interpréta guère que des seconds rôles) qu’au théâtre et à la télévision.

## Carrière
Pepita Muñoz commença sa carrière artistique dans le cirque et dans des sainetes, puis rejoignit la troupe de théâtre de Roberto Casaux. En 1934, elle fit sa première apparition au cinéma dans Bajo la santa federación de Daniel Tinayre. Elle ne jouera toutefois toujours que des seconds rôles, la plupart du temps dans des comédies et des films dramatiques. On put la voir ainsi dans une quarantaine de films, parmi lesquels El alma del bandoneón, La ley que olvidaron, Pocholo, Pichuca et yo, Deshonra, Dock sud, y côtoyant souvent des personnalités issues du monde du spectacle, telles que Tita Merello, Libertad Lamarque, Palito Ortega, Javier Portales, etc. Dans la décennie 1960, elle joua dans une série d’autres films encore, notamment avec Isabel Sarli et Armando Bó. Sa dernière apparition au cinéma date de 1981, dans le film Las mujeres son cosa de guapos, de Hugo Sofovich.
À partir des années 1960, elle travailla également pour la télévision, dans des séries comme Show Standard Electric, El hombre que me negaron, Nino, las cosas simples de la vida, Un extraño en nuestras vidas et Pobre diabla. Au théâtre, où on la vit dans des œuvres telles que ¡Yo soy Juan Tango!, elle connut plusieurs succès après qu’elle eut formé un trio avec Olinda Bozán et Pierina Dealessi. Elle fit partie de la distribution de quelques autres pièces de théâtre encore, notamment El vivo vive del zonzo et Matrimonio sin cama.
Cofondatrice de l’Association argentine des acteurs, Pepita Muñoz mourut à l’âge de 84 ans des suites d’un infarctus du myocarde. Ses restes furent inhumés au cimetière de la Chacarita de Buenos Aires, dans le Panthéon de l’Association argentine des acteurs.

## Au théâtre
- 1947: Sangre gringa, au Teatro Coliseo, avec Victor Martucci, Amalia Britos, Gloria Ugarte, Enrique Belluscio, Vicente Formi, E. Borras, R. Rojas et E. Durante.

- 1949: ¡Las cosas que hay que Aguantar… para poderse casar!, au Teatro Variedades, avec Enrique Giacobino, Carmen LLambi, Alberto Soler, Fernando Chicharro, Rodolfo López Ervilha, Vicente Formi, Sarita De María et Melita Montes de Oca.

- 1949: Sangre gringa, au Teatro Sena, avec Victor Martucci, Amalia Britos, Gloria Ugarte, Enrique Belluscio, J. Borras, Vicente Formi et G. Vega.

- 1950: Viuda, fiera y avivata busca soltero con… plata, au Teatro Avellaneda, avec Juan Bono, Teresa Puente, Tito Lezama, Enrique Belluscio, Vicente Formi, Nelly Ortiz et Amparo Lopez.

- 1953: Sangre gringa, au Teatro Metropol, avec Victor Martucci, Amalia Britos, Gloria Ugarte, Enrique Belluscio, Juan. Borras, Vicente Formi et Germán Vega.

- 1953: El vivo vive del zonzo, au Teatro Select, avec Arturo Bamio, Ana M. Latapie, Aida Valdez, Enrique Belluscio, Alberto de Salvio, Vicente Formi et Victor Martucci.

## Au cinéma
- 1934: Bajo la santa Federación.
- 1935: El alma del bandoneón.
- 1937: El forastero.
- 1937: La ley que olvidaron.
- 1940: De México llegó el amor.
- 1940: Amor.
- 1941: Joven, viuda y estanciera.
- 1941: Al toque de clarín.
- 1942: Una novia en apuros.
- 1947: Navidad de los pobres.
- 1948: Maridos modernos.
- 1949: La historia del tango.
- 1950: Cinco grandes y una chica.
- 1951: Pocholo, Pichuca y yo.
- 1952: Deshonra.
- 1952: Como yo no hay dos.
- 1953: Dock Sud.
- 1954: Sucedió en Buenos Aires.
- 1954: Se necesita un hombre con cara de infeliz.
- 1955: Mercado de abasto.
- 1955: Los peores del barrio.
- 1956: Sangre y acero.
- 1960: La procesión.
- 1965: La mujer del zapatero.
- 1966: Las locas del conventillo (María y la otra).
- 1967: La señora del Intendente.
- 1968: Un muchacho como yo.
- 1968: Lo prohibido está de moda.
- 1968: Carne.
- 1968: El salame.
- 1971: El veraneo de los Campanelli.
- 1972: Nino.
- 1974: En el gran circo.
- 1977: El soltero.
- 1977: La nueva cigarra.
- 1978: El divorcio está de moda (de común acuerdo).
- 1978: Con mi mujer no puedo.
- 1978: La rabona.
- 1980: Así no hay cama que aguante.
- 1980: Una viuda descocada.
- 1981: Las mujeres son cosa de guapos.